# Скворцов, Александр Александрович (актёр)
Алекса́ндр Алекса́ндрович Скворцо́в (24 ноября 1950, Москва, СССР —17 июня 2009, Москва, Россия) — советский и российский актёр театра и кино. Заслуженный артист РФ (1995), Лауреат Государственной премии РСФСР имени К. С. Станиславского (1978).

## Биография
Родился 24 ноября 1950 года. В 1973 году окончил ГИТИС (курс Г. Г. Конского и О. Н. Андровской). В 1973—2004 годах служил в МДТ имени Н. В. Гоголя, в 2004—2009 годах — в Московском театре «Эрмитаж».
Умер от онкозаболевания 17 июня 2009 года. Похоронен в Москве на Хованском кладбище.

## Семья
Жена — Ольга Николаевна Науменко (род. 1949), народная артистка РФ. В браке прожили 32 года.
- Дочь — Александра Александровна, умерла в 1977 году возрасте год и восемь месяцев от врожденной опухоли почки.[2]
- Дочь — Светлана Александровна (род. 1989), журналист, вышла замуж за француза и переехала во Францию. Позже развелась и вернулась в Россию, переехав в Санкт-Петербург.

## Творчество

### Театральные работы
Московский драматический театр имени Н. В. Гоголя
- «Рок-н-ролл на рассвете» Т. А. Колесниченко, В. Н. Некрасова (постановка Б. Г. Голубовского, режиссёр Ю. Зубков) — Рой
- «Как стать главным инженером» Л. И. Лондона (постановка В. Боголепова, руководитель постановки Б. Г. Голубовский) — Монтажник
- «Живая музыка» Л. Е. Устинова (постановка А. В. Бородина) — Иванушка
- «Заговор императрицы» А. Н. Толстого (постановка Б. Г. Голубовского, режиссёр Ю. Н. Левицкий) — Телеграфист
- «Тревожный месяц вересень» В. В. Смирнова (постановка В. Боголепова, руководитель постановки Б. Г. Голубовский) — Иван Копелюх
- «Карьера Бекетова» А. В. Софронова (постановка Б. Г. Голубовского, режиссёр Е. Л. Лаговский) — Юрий
- «67 по диагонали» Д. Г. Иванов, В. И. Трифонова (постановка В. Боголепова) — Митя
- «Берег» Ю. В. Бондарева (постановка Б. Г. Голубовского, режиссёр В. Боголепов) — Вадим Никитин
- «Мы так недолго живём» И. А. Касумова (постановка Я. С. Цициновского, режиссёр В. С. Эйранов) — Аббас
- «Слепой падишах» Н. Хикмета, В. Тулякова (постановка В. Боголепова) — Младший сын
- «Старым казачьим способом» А. В. Софронова (постановка Б. Г. Голубовского и Ю. Н. Левицкого) — Цыплёнков
- «Безобразная Эльза» Э. Рислакки (постановка Б. Г. Голубовского и А. П. Чаплеевского) — Партти Орас
- «Закон» А. И. Ваксберга (постановка Б. Голубовского и Г. Эджибия) — Александр Бобров
- «Я догоняю лето» В. Пальчинскайте (постановка А. Гамсахурдия) — Смильгюнас
- «Птички» Ж. Ануйя (постановка Д. Алексидзе, режиссёр Л. Геника) — Артур
- «Искушение» Н. И. Мирошниченко (постановка Н. Ш. Тхакумашева, руководитель постановки Б. Г. Голубовский) — Иоанн
- «При жизни Шекспира» А. О. Ремеза (постановка В. Боголепова) — Генри Ризли
- «И эту дуру я любил» А. Н. Яхонтова — Он
- «Смерть Ван Халена» А. П. Шипенко
- «Панночка»
- «Легенда о счастье без конца» У. Пленцдорфа

Московский театр «Эрмитаж»
- «Зойкина квартира» М. А. Булгакова — Обольянинов
- «Пир во время ЧЧЧумы. Фрагменты» — Джаксон-весельчак
- «Последнее письмо» — Сын
- «О сущности любви» — Разлюбленный
- «Золотой телёнок, или Возвращение в Одессу» — Адам Казимирович Козлевич

### Фильмография
- 1977 — Машенька (фильм-спектакль) — Виктор
- 1982 — Владивосток, год 1918 — эпизод;
- 1982 — Старым казачьим способом (фильм-спектакль) — Мишка Цыпленков
- 1984 — Невероятное пари, или Истинное происшествие, благополучно завершившееся сто лет назад — эпизод
- 1991 — Полтергейст-90
- 1999 — Родная школа (34-я серия)
- 1999 — Простые истины (серия 34-я Родная школа) — телеоператор
- 2002 — Две судьбы — главный инженер
- 2003—2005 — Саша+Маша — Микола, ведущий семинара для будущих пар
- 2005 — Две судьбы-2. Голубая кровь — эпизод
- 2006 — Золотая тёща — антрополог Синицын
- 2008 — Савва — Васнецов, художник

## Признание
- Государственная премия РСФСР имени К. С. Станиславского (1978) — за исполнение роли Вадима Никитина в спектакле «Берег» Ю. В. Бондарева на сцене МДТ имени Н. В. Гоголя
- заслуженный артист РФ (1995)